# 부산대교

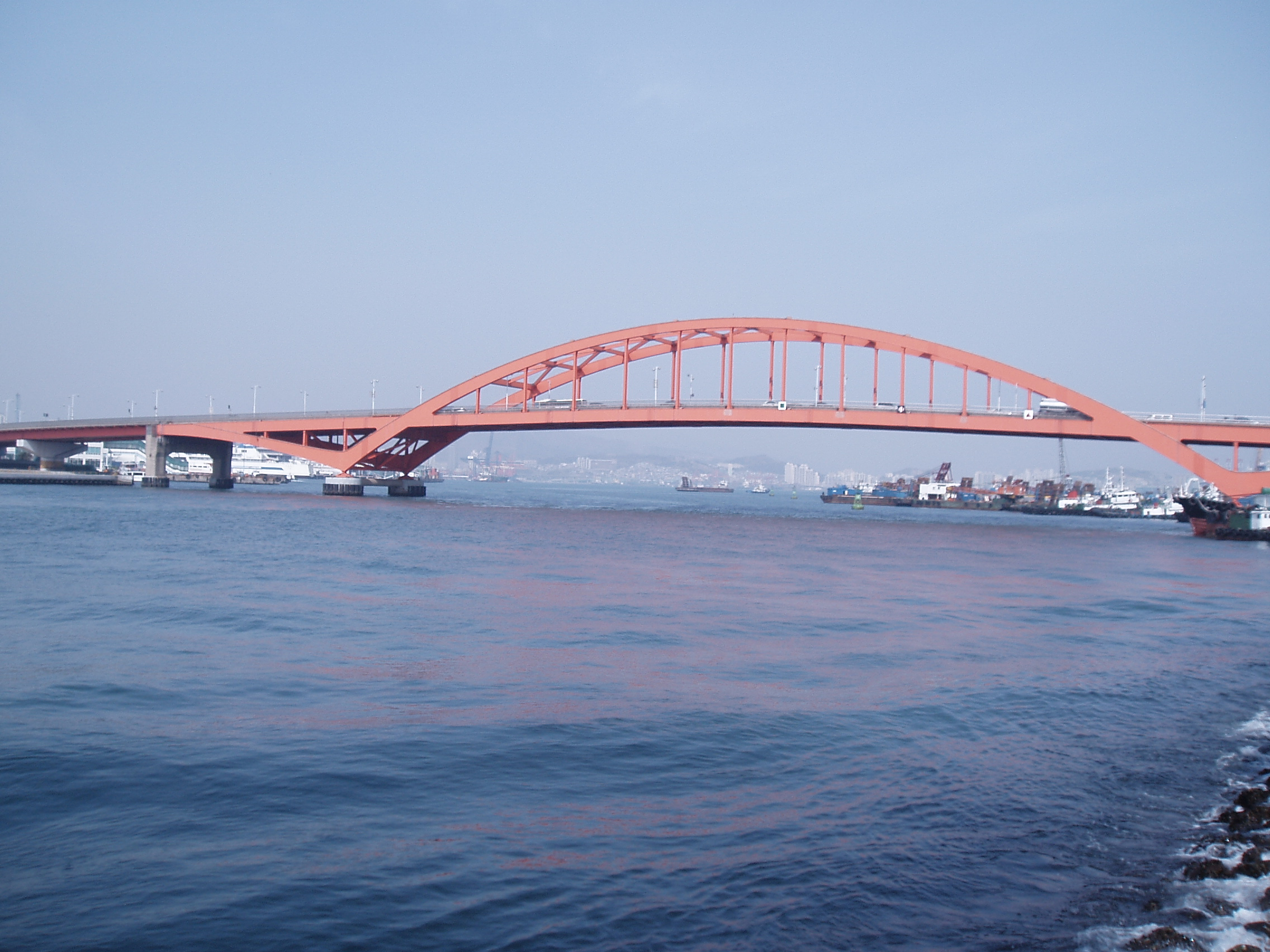
과거의 부산대교

부산대교(釜山大橋, 영어: Busan Bridge)는 부산광역시 중구 중앙동과 영도구 봉래동을 연결하는 교량(다리)이다. 1976년 10월 8일에 착공하여 1980년 1월 30일 준공되었다. 참고로 이 다리가 개통되기 전에는 영도대교가 '부산대교'였다.

## 특징
영도에서 대교로와 충장대로 그리고 번영로를 지나 경부고속도로를 이용하여 서울까지 갈 수 있으며, 영도대교 통행이 불가능한 대형 트럭이 지나갈 수 있다.

## 규모
공사비는 약 88억 원이 들었고, 교량 길이 260m, 진입교가 600m, 너비 20m의 규모이다. 부산롯데타운에서 미광마린타워까지 편도 2차로, 왕복 4차로이며, 2m폭의 보도가 양쪽으로 설치되어 있다.

## 공법
타이드아치(tied arch) 공법이 적용된 아치가 31m 높이로 솟아 있다.
준공 당시는 빨간색이였으나, 2008년 회백색으로 바뀌었다.
2008년 사람들이 난간 위에 올라갈 수 없도록 오름방지 시설이 다리 양쪽 아치에 4개가 설치되었다.